# 台灣產業道路
產業道路在台灣可作為各都市計畫區外、低易行性的道路統稱，有時屬於鄉道、專用公路、林道或農路系統，亦有可能獨立於各種道路系統之外，或屬私人所有。國家機關主管之產業道路普遍見於山區及平原之農業區，通常由各鄉鎮公所或專責機關負責養護工作，如台北市產業道路由臺北市政府產業發展局負責養護與整編工作。